# Präsidentschaftswahl in Venezuela 2012
Die Präsidentschaftswahl in Venezuela 2012 fand am 7. Oktober statt. Amtsinhaber Hugo Chávez (PSUV), der für das Bündnis Gran Polo Patriótico (GPP) antrat, wurde mit einer deutlichen Mehrheit von 55,13 Prozent wiedergewählt, diese fiel allerdings geringer aus als bei den vorigen Wahlen. Der von dem breiten Oppositionsbündnis Mesa de la Unidad Democrática unterstützte Zweitplatzierte Henrique Capriles (Primero Justicia) kam auf 44,25 %. Die restlichen vier Kandidaten spielten keine Rolle.

## Kandidaten
Folgende Personen haben ihre Kandidatur öffentlich bekundet:

### PSUV
- Hugo Chávez, seit 1999 amtierender Präsident

### Mesa de la Unidad
Die Mesa de la Unidad organisierte am 12. Februar 2012 eine Vorwahl, um ihren Kandidaten zu bestimmen. Wählen konnten alle Venezolaner, die im Wahlregister eingetragen sind. Henrique Capriles setzte sich bei dieser Wahl deutlich mit 64 Prozent der abgegebenen Stimmen gegen María Corina Machado, Pablo Pérez Álvarez, Diego Arria und Pablo Medina durch.

### Weitere Kandidaten
- Yoel Acosta Chirinos (Vanguardia Bicentenaria Republicana (VBR))
- Rafael Uzcátegui (prov. Generalsekretär der Partei PTT)
- Luis Reyes (Organización Renovadora Autentica (ORA))
- Orlando Chirino (Partido Socialismo y Libertad (PSL))
- María Bolívar (Partido Democrático Unidos por la Paz y la Libertad (PDUPL))
- Reina Sequera (Poder Laboral (PL))

Quelle laclase.info:

## Verlauf und Umfragen

### 2011
Der Informationsminister, Andrés Izarra, erklärte am 12. Dezember 2011, dass Chávez laut der Umfrageinstitute Ivad und Hinterlaces 55,5 % beziehungsweise 49 % „Popularität“ hätte. Beide Firmen gaben an, dass die Umfragewerte für Hugo Chávez Frías gestiegen seien, nachdem er bekanntgegeben hatte, dass er seinen Krebs besiegt hätte.
Seit Dezember gab es mehrere Debatten zwischen den Kandidaten der Opposition. Sie einigten sich, am 12. Februar 2012 an Vorwahlen teilzunehmen, um einen einzigen Kandidat gegen Chávez zu bestimmen.

### Januar
Am 25. Januar 2012 zog Leopoldo López seine Kandidatur zurück. Am nächsten Tag erklärte er, er würde Capriles unterstützen.

### Februar
Die Vorwahlen für den Kandidaten der Opposition, an denen alle Wähler teilnehmen durften, fanden am 12. Februar statt. Capriles hat die Kandidatur mit rund 60 % der Stimmen (bei über drei Millionen Beteiligten) für sich entschieden. Am 16. Februar wandte sich Hugo Chávez an Capriles durch die Medien und sagte: Je mehr Du dich tarnst, desto öfter wirst du mir täglich begegnen. Du wirst die Konfrontation mit Chávez nicht verhindern können, das ist die Konfrontation mit dem Vaterland, mit der nationalen Würde. Dem Meinungsforschungsinstitut Datanálisis zufolge rechnete Capriles am 3. Februar mit 63 % der Stimmen für die Vorwahl.
Am 12. Februar wurde Capriles bei offenen Vorwahlen mit 64,2 % der Stimmen zum Kandidaten der Opposition gewählt.

### März
Bei einer Demonstration für Henrique Capriles wurde sein Team von PSUV-Anhängern angegriffen, ein Mann wurde verletzt. Die Angreifer stahlen die Kameras der Globovisión-Journalisten. Der PSUV-Politiker Diosdado Cabello erklärte während einer Demonstration im Bundesstaat Trujillo, dass Chávez der einzige sei, der den Frieden garantieren könne. Er erklärte: „Die, die Vaterland wollen, gehen mit Chávez. Die Landesverräter sollen mit den anderen gehen.“ Laut Diosdado würde die Opposition, wenn sie gewinnen würde, 'die Maßnahmen des Internationalen Währungsfonds ergreifen'.
Am 14. März erklärte Chávez’ Bruder Adán Chávez während einer Demonstration im Bundesstaat Apure, dass die Mitglieder der PSUV bereit sind, das Leben zu verlassen, wenn es nötig wäre Diosdado Cabello erklärte dabei, zwischen der Wahl zu sterben oder zu besiegen, werden die Mitglieder der PSUV siegen. Hugo Chávez, der Mitte 2011 bekannt gab, dass er Krebs hatte, kehrte am 16. März aus Kuba zurück, wo er wieder operiert worden war. Er erklärte am nächsten Tag während einer Cadena, der Gouverneur von Monagas, der kurz darauf Diosdado Cabello wegen der Behandlung einer Ölverschmutzung kritisiert hatte, wäre ein Verräter der Revolution und werde als Pulver des Weltalls enden. Ferner sagte er, man werde einen Wahlkampf Haus für Haus führen. Am 31. März sagte Chávez während einer Fernseh- und Radioansprache, dass er Banken und Firmen enteignen könnte, die die Putschisten-Opposition unterstützen würden. Er sagte ferner, dass die Sicherheitsdienste manche Polizeidirektoren beobachten müsse, denn sie wollten einen Putsch.

### Juni
Laut Varianzas wollten 50,5 % der Menschen im Mai Chávez und 45,7 % Capriles wählen. Am 10. Juni ließ sich Capriles offiziell beim Wahlrat als Kandidat einschreiben. Hunderttausende Menschen marschierten zusammen mit ihm.
Hugo Chávez hat ausdrücklich eine Debatte mit Capriles abgelehnt. Er sagte, er würde sich schämen, wenn er gegen ein „Unwesen“ debattieren würde und würde lieber gegen ein Schwergewicht antreten.

### Juli
Am 5. Juli teilte der Führer der Guardia Nacional Capriles mit, dass er seinen Auftritt in der Gemeinde Zamora im Bundesstaat Barinas nicht beginnen durfte.
Die Nationalpolizei verhinderte am 7. Juli eine seit Tagen angekündigte Demonstration der Opposition in La Vega, West-Caracas, was zu Protesten der Opposition führte.

### August
Am 5. August erschien Chávez in Miguel Peña, Südvalencia. Dort erklärte er, dass der Militär Francisco Ameliach der Kandidat der PSUV für die Stelle des Gouverneurs im Bundesstaat Carabobo sein würde. Nachdem Anhänger aufgerufen hatten, dass er besser den Bürgermeister von Puerto Cabello, Rafael Lacava, wählen konnte, sagte Chávez:
'Was hier auf dem Spiel steht, sind die Wahlen vom 7.10, hört Ihr mich? Es geht nicht um Lacava oder Ameliach'. Ich habe gesagt: Ameliach als Gouverneur für Carabobo. Ich habe es gesagt und ich wiederhole es: für mich ist Francisco Ameliach der Kandidat, um den Bundesstaat zu gewinnen und er rechnet mit meiner vollen Unterstützung, mit meinem Respekt, er ist der Wahlkampfführer hier...aber noch wichtiger: es geht hier um Chávez für die Präsidentschaft Venezuelas am 7.10, es geht um unser Leben'. Darauf erklärte die Opposition in Carabobo, dass Chávez schon wusste, dass er Carabobo verloren hatte.
Am 12. August besuchte Chávez den westlichen Bundesstaat von Táchira. Dort erzählte er, dass seine Partei die Gouverneurswahlen im Jahr 2008 verloren hatte, weil es interne Rivalitäten gegeben hätte. 'Das heißt Verrat gegen das Volk, Verrat gegen die Revolution und darum Verrat gegen Chávez’ Am selben Tag besuchte Capriles Caicara del Orinoco am südlichen Ufer des Orinocos. Die Opposition hatte sich beschwert, dass der Gouverneur des Bundesstaates Bolívar, wo Caicara ist, den Flughafen dieser kleinen Stadt kurzerhand geschlossen hatte, um zu verhindern, dass Capriles da landen konnte. Am Ende ist Capriles mit einem Boot gekommen.
Am 24. August erklärte die Umfragefirma Colsultores 21, dass 47,7 % der Wähler für Capriles und 45,9 % für Chávez wären. Umfragen im selben Monat von den Instituten GIS XXI, Datanálisis und Hinterlaces sahen den Amtsinhaber in Führung.

### September
Ende September wurden zwei Oppositionelle in Barinas getötet, als Chávez-Anhänger ihren Weg während einer politischen Rallye sperrten und diese aus ihren Autos stiegen.

## Ergebnis
- Wahllokale: 99,73 % 39.233 / 39.338

| Kandidaten                                                          | Kandidaten        | Stimmen    | %    | Listen                                              | Stimmen    | %    |
| ------------------------------------------------------------------- | ----------------- | ---------- | ---- | --------------------------------------------------- | ---------- | ---- |
|                                                                     | Hugo Chávez       | 8.191.132  | 55,1 | Partido Socialista Unido de Venezuela               | 6.386.699  | 42,9 |
| Partido Comunista de Venezuela                                      | Hugo Chávez       | 8.191.132  | 55,1 | 489.941                                             | 3,3        |      |
| Patria Para Todos                                                   | Hugo Chávez       | 8.191.132  | 55,1 | 220.003                                             | 1,5        |      |
| Redes de Respuesta de Cambios Comunitarios                          | Hugo Chávez       | 8.191.132  | 55,1 | 198.118                                             | 1,3        |      |
| Movimiento Electoral del Pueblo                                     | Hugo Chávez       | 8.191.132  | 55,1 | 185.815                                             | 1,2        |      |
| Movimiento Tupamaro de Venezuela                                    | Hugo Chávez       | 8.191.132  | 55,1 | 170.450                                             | 1,1        |      |
| Por la Democracia Social                                            | Hugo Chávez       | 8.191.132  | 55,1 | 156.158                                             | 1,0        |      |
| Nuevo Camino Revolucionario                                         | Hugo Chávez       | 8.191.132  | 55,1 | 121.735                                             | 0,8        |      |
| Unidad Popular Venezolana                                           | Hugo Chávez       | 8.191.132  | 55,1 | 89.622                                              | 0,6        |      |
| Independientes por la Comunidad Nacional                            | Hugo Chávez       | 8.191.132  | 55,1 | 69.988                                              | 0,5        |      |
| Partido Revolucionario del Trabajo                                  | Hugo Chávez       | 8.191.132  | 55,1 | 58.509                                              | 0,4        |      |
| Corrientes Revolucionarias Venezolanas                              | Hugo Chávez       | 8.191.132  | 55,1 | 43.627                                              | 0,3        |      |
| Keine Partei («Varias tarjetas válidas»)                            | Hugo Chávez       | 8.191.132  | 55,1 | 467                                                 | 0,0        |      |
|                                                                     | Henrique Capriles | 6.591.304  | 44,3 | Mesa de la Unidad Democrática                       | 2.204.962  | 14,8 |
| Primero Justicia                                                    | Henrique Capriles | 6.591.304  | 44,3 | 1.839.573                                           | 12,4       |      |
| Un Nuevo Tiempo                                                     | Henrique Capriles | 6.591.304  | 44,3 | 1.202.745                                           | 8,1        |      |
| Voluntad Popular                                                    | Henrique Capriles | 6.591.304  | 44,3 | 471.677                                             | 3,2        |      |
| Avanzada Progresista                                                | Henrique Capriles | 6.591.304  | 44,3 | 256.022                                             | 1,7        |      |
| Unidad Visión Venezuela                                             | Henrique Capriles | 6.591.304  | 44,3 | 131.619                                             | 0,9        |      |
| Movimiento de Integridad Nacional – Unidad                          | Henrique Capriles | 6.591.304  | 44,3 | 110.839                                             | 0,7        |      |
| Unidos para Venezuela                                               | Henrique Capriles | 6.591.304  | 44,3 | 64.380                                              | 0,4        |      |
| Movimiento Progresista de Venezuela                                 | Henrique Capriles | 6.591.304  | 44,3 | 51.976                                              | 0,3        |      |
| Movimiento Ecológico de Venezuela                                   | Henrique Capriles | 6.591.304  | 44,3 | 40.523                                              | 0,3        |      |
| Unidad Democracia Renovadora                                        | Henrique Capriles | 6.591.304  | 44,3 | 36.126                                              | 0,2        |      |
| Vamos Adelante                                                      | Henrique Capriles | 6.591.304  | 44,3 | 34.938                                              | 0,2        |      |
| La Fuerza del Cambio                                                | Henrique Capriles | 6.591.304  | 44,3 | 33.374                                              | 0,2        |      |
| Vanguardia Popular                                                  | Henrique Capriles | 6.591.304  | 44,3 | 31.279                                              | 0,2        |      |
| Fuerza Liberal                                                      | Henrique Capriles | 6.591.304  | 44,3 | 22.965                                              | 0,2        |      |
| Unidad Nosotros Organizados Elegimos                                | Henrique Capriles | 6.591.304  | 44,3 | 20.444                                              | 0,1        |      |
| Movimiento pro Defensa de la Comunidad                              | Henrique Capriles | 6.591.304  | 44,3 | 18.748                                              | 0,1        |      |
| Movimiento por una Venezuela Responsable, Sostenible y Emprendedora | Henrique Capriles | 6.591.304  | 44,3 | 18.644                                              | 0,1        |      |
| Keine Partei («Varias tarjetas válidas»)                            | Henrique Capriles | 6.591.304  | 44,3 | 470                                                 | 0,0        |      |
|                                                                     | Reina Sequera     | 70.567     | 0,5  | Unidad Democrática                                  | 65.997     | 0,4  |
| Poder Laboral                                                       | Reina Sequera     | 70.567     | 0,5  | 4.553                                               | 0,0        |      |
| Keine Partei («Varias tarjetas válidas»)                            | Reina Sequera     | 70.567     | 0,5  | 17                                                  | 0,0        |      |
|                                                                     | Luis Reyes        | 8.214      | 0,1  | Organización Renovadora Auténtica                   | 8.214      | 0,1  |
|                                                                     | María Bolívar     | 7.378      | 0,0  | Partido Democrático Unidos por la Paz y la Libertad | 7.378      | 0,0  |
|                                                                     | Orlando Chirino   | 4.144      | 0,0  | Partido Socialismo y Libertad                       | 4.144      | 0,0  |
| Gesamt                                                              | Gesamt            | 14.872.739 | 100  |                                                     | 14.872.739 | 100  |
|                                                                     |                   |            |      |                                                     |            |      |
| Ungültige Stimmen                                                   | Ungültige Stimmen | 303.514    | 2,0  |                                                     |            |      |
| Wähler                                                              | Wähler            | 15.176.253 | 80,3 |                                                     |            |      |
| Wahlberechtigte                                                     | Wahlberechtigte   | 18.903.937 |      |                                                     |            |      |
|                                                                     |                   |            |      |                                                     |            |      |
| Quelle: Consejo Nacional Electoral                                  |                   |            |      |                                                     |            |      |